# Krywopillja
Krywopillja (ukrainisch Кривопілля, russisch Кривополье Kriwopolje, polnisch Krywopole) ist ein Dorf im Osten der „Schwarzen Berge“ im Süden der ukrainischen Oblast Iwano-Frankiwsk mit etwa 1000 Einwohnern (2004).

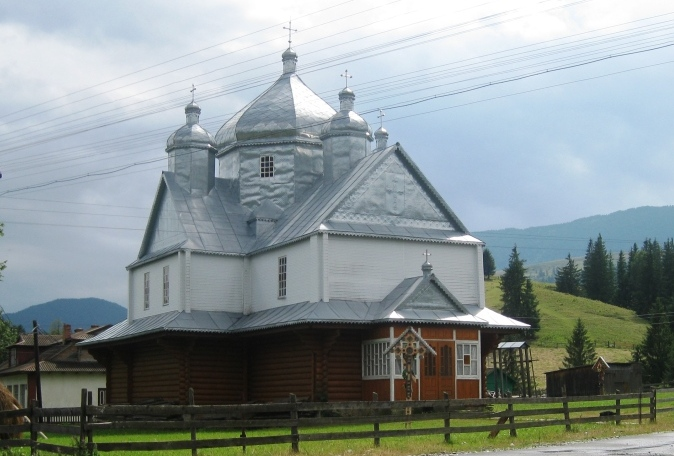
Holzkirche in Stajischtsche

Das 1899 von Huzulen gegründete Dorf befindet sich 2 km südöstlich des nach dem Ort benannten Krywopillja-Pass, einem Gebirgspass der Waldkarpaten, über den die Regionalstraße Р-62 von Worochta im Tal des Pruth 18 km im Nordwesten zum Rajonzentrum Werchowyna im Tal des Tschornyj Tscheremosch 16 km im Südosten führt.
Krywopillja liegt 105 km südlich der Oblasthauptstadt Iwano-Frankiwsk.
Am 12. Juni 2020 wurde das Dorf ein Teil der neu gegründeten Siedlungsgemeinde Werchowyna im Rajon Werchowyna, bis dahin bildete es zusammen mit den Dörfern Stajischtsche (Стаїще) und Wolowa die gleichnamige Landratsgemeinde Krywopillja (Кривопільська сільська рада/Krywopilska silska rada) im Norden des Rajons.